# Instituto de Vivienda de la Ciudad
El Instituto de Vivienda de la Ciudad (IVC) de Buenos Aires es la entidad municipal que depende de la Jefatura de Gabinete del Gobierno de la Ciudad a cargo de los planes de vivienda pública.

## Historia
Sus orígenes se remontan a la Comisión Municipal de la Vivienda (CMV), creada el 17 de febrero de 1967 a través de la ley nacional 17.174. El objeto de su creación fue la promoción de vivienda de interés social destinada a sectores de bajos ingresos residentes en la Ciudad de Buenos Aires.
La ley 17.174 estableció que la CMV funcionara como organismo descentralizado y actuara como entidad autárquica con capacidad de derecho público y privado para extender su acción fuera del ámbito de la Jurisdicción de Capital Federal a efectos de cumplir con su objetivo, en tiempos en que Buenos Aires era jurisdicción nacional.
La conformación de la CMV se origina y fundamenta en los problemas ocasionados por la aguda carencia de vivienda tanto cualitativa como cuantitativa y su incidencia negativa en el normal desenvolvimiento de las relaciones y vida de la comunidad, en su educación y formación, en su salud y actividad. Es continuadora de la obra de la Comisión Nacional de Casas Baratas, y su acción se superpone con la del FONAVI y el Banco Hipotecario, de jerarquía nacional en las décadas de 1950 y 1970.
El 4 de diciembre de 2003, a través de la ley 1251 se modifica la normativa de la CMV, que pasa a denominarse “Instituto de Vivienda de la Ciudad Autónoma de Buenos Aires” (IVC), a fin de adecuarla a la Constitución y Leyes de la Ciudad Autónoma de Buenos Aires, creada para separar a la ciudad del dominio federal del Gobierno Nacional.  De este modo, el organismo se constituye en el órgano de aplicación de las políticas de vivienda del Gobierno de la Ciudad Autónoma de Buenos Aires.
Cabe destacar, que el IVC es continuador jurídico de la Comisión Municipal de la Vivienda.

## Obra
Durante el período del IVC no se desarrollaron los grandes barrios ni conjuntos de edificios que fueron abundantes entre las décadas de 1940, 1950 y 1980 cuando el Estado financiaba edificios de departamentos dentro del tejido urbano de la ciudad, y financiación de proyectos cooperativos o sindicales.
En los 80 el avance en la vivienda pública en Buenos Aires se frenó notablemente, siguiendo la tendencia que se arrastraba desde la década de 1990.
En 2008 el organismo estuvo en el centro de la polémica tras internas y denuncias. Ese año debió renunciar a Claudio Niño integra la corriente radical que se sumó al macrism, gracias a ellos llegó al IVC avalado el jefe de Gabinete del Gobierno de la Ciudad, Horacio Rodríguez Larreta. Con anterioridad, Niño había sido funcionario de la gestión capitalina de Fernando De la Rúa, desempeñándose en el área de habilitaciones. Las denuncias de irregularidades contra Niño abarcaban también a Roberto Zago y Martín Ocampo.
En la actualidad, su plan es el Programa Casa Amarilla, un conjunto de edificios en Casa Amarilla. Esto desató un escándalo ya que el Estado porteño tercerizó la adjudicación con la Asociación Civil Casa Amarilla 2005, que preside Diego Basualdo, un dirigente vinculado a la barrabrava de Boca Juniors, en la lista de adjudicatarios aparecieron personas vinculadas a la barrabrava de Boca Juniors, club propiedad del Jefe de gobierno porteño Mauricio Macri, además personas de una misma familia que recibían más de una vivienda, entre otras irregularidades. Sólo un 20 por ciento eran habitantes de La Boca. El gerente general del IVC y legislador del PRO Ivan Kerr, se negó a dar a conocer la lista de adjudicatarios. A estas irregularidades se suma que varios de los beneficiarios usaron el mismo domicilio, Irala 170. Entre los adjudicatarios se encontró gran cantidad de barrabravas del club Boca Juniors y familiares de funcionarios porteños del PRO.En 2019 el entonces titular del Ivc el legislador del PRO Carlos Pedrini era accionista de la empresa Lcdth SRL,  que recibía compras por parte del gobierno de la Ciudad. Por este motivo fue investigado por la Oficina Anticorrupción, por una denuncia de sobreprecios y retornos a cambio de licitaciones causa en la que también fue imputada Carolina Stanley.Vílchez, una ciudadana peruana y delegada gremial del macrismo de la Villa 31 Bis, fue arrestada en Ezeiza por la Policía de Seguridad Aeroportuaria mientras intentaba tomar un vuelo con una suma cercana a los cincuenta mil dólares ocultos en un bolso. Campo fue condenada en 2021 por el delito de tentativa de contrabando de divisas y la justicia señala en el fallo su "estrecha relación" con Carlos Pedrini, con quien mantenía lazos societarios.